# Frederiksberg Sparekasse
Frederiksberg Sparekasse, oprindeligt Sparekassen for Frederiksberg og Omegn var en lokal sparekasse på Frederiksberg, grundlagt 1894. I 1991 blev den overtaget af Bikuben, hvorved FrederiksbergFonden opstod.
|  | Denne artikel kan blive bedre, hvis der indsættes geografiske koordinater Denne artikel omhandler et emne, som har en geografisk lokation. Du kan hjælpe ved at indsætte koordinater i wikidata. |